# Liste der Monuments historiques in Le Mérévillois
Die Liste der Monuments historiques in Le Mérévillois führt die Monuments historiques in der französischen Gemeinde Le Mérévillois auf.

## Liste der Bauwerke inMéréville
| Bezeichnung          | Beschreibung            | Standort | Kennzeichnung | Schutzstatus   | Datum                             | Bild |
| -------------------- | ----------------------- | -------- | ------------- | -------------- | --------------------------------- | ---- |
| Domaine de Méréville | Schloss mit Schlosspark | (Lage)   | PA00087953    | Classé Inscrit | 1977, 1978, 1993 1993, 2013, 2015 |      |
| Markthalle           |                         | (Lage)   | PA00087954    | Classé         | 1921                              |      |
| Brücke               |                         | (Lage)   | PA00087955    | Classé         | 1979                              |      |

## Liste der Objekte
- Monuments historiques (Objekte) in Le Mérévillois in der Base Palissy des französischen Kultusministeriums